# Handball Club Granitas Kaunas
Maillots
Le HC Granitas Kaunas est un club de handball basé à Kaunas en Lituanie.

## Palmarès
Compétitions nationales
- Vainqueur du Championnat de Lituanie (17) : 1991, 1992, 1993, 1994, 1995, 1996, 1997, 1998, 1999, 2000, 2001, 2002, 2003, 2004, 2005, 2008, 2009
- Vainqueur du Championnat d'Union soviétique : 1963
  - Deuxième en 1981, 1985
  - Troisième en 1979, 1986

Compétitions internationales
- Vainqueur de la Coupe de l'IHF (C3) (1) : 1987
  - Finaliste en 1988

## Personnalités liées au club
- Nerijus Atajevas : joueur avant 2004
- Gerdas Babarskas : joueur de 2010 à 2012 (junior)
- Aidenas Malašinskas : joueur de 2007 à 2011
- / Voldemaras Novickis : joueur de 197x à 1988 et de 1990 à 1993 (champion du monde 1982 et champion olympique en 1988) puis entraineur de 1993 à 2019
- Gintaras Savukynas (en) : joueur de 1990 à 1996 et de 1997 à 1998
- / Vytautas Žiūra : joueur avant 2000